# 大滝根川
大滝根川（おおたきねがわ）は、福島県田村市から郡山市にかけて流れる一級河川であり、一級水系阿武隈川の一次支流である。

## 概要
田村郡域の北部を流域とする。田村市大越町の大滝根山を水源とし、市内常葉町へ北流し檜山川と合流したのちに西へ流れを変え市内船引町を貫くと、田村郡三春町南部へ南西に方向を変える。三春ダムを過ぎ郡山市田村町に入ると北西へ流れを変え、市内横河にて谷田川と合流した直後に阿武隈川へ右支川として注ぐ。

## 流域の自治体
福島県
- 田村市
- 田村郡三春町
- 郡山市

## 主な支流
- 谷田川
  - 前川
    - 古川

  - 黒石川
    - 上石川
      - 海老根川

    - 裏川
    - 野橋川
- 大平川
- 西平川
- 栗川
- 牛縊川
- 蛇沢川
- 蛇石川
  - 樋渡川
- 町尻川
- 牧野川
  - 堀越川
    - 永志田川

  - 田子屋川
  - 鍛冶小路川
  - 川上川
  - 主殿川
  - 蟹沢川
  - 槻木川
  - 大日川
    - 白石川

  - 明部淵川
    - 古内舘野川

  - 曲田川
  - 沖田川
    - 入水川

  - 屋地前川
- 鹿山川
- 新田作川
- 檜山川
  - 山根川
  - 沼田川
  - 八升栗川
- 袖ヲ田川
- 仁田川
- 仏ノ角川
- 上沢川
- 畑ヶ田川

## 河川施設
- 三春ダム

## 橋梁
郡山市
- 横川橋 - 福島県道73号二本松金屋線
- 大平橋 - 福島県道297号斎藤下行合線
- 瀬戸橋 - 一級市道56号赤沼方八町線（美術館通り）
- 赤沼橋 - 一般市道520029号赤沼3号線
- 宮城橋 - 福島県道54号須賀川三春線
- 阿ノ山橋 - 二級市道169号高倉荒井線

三春町
- 斎藤大橋 - 町道斎藤大日向線
- 西方橋 - 福島県道57号郡山大越線
- 三春ダム天端
- 春田大橋 - 福島県道144号谷田川三春線
- 不動滝橋 - 町道滝滑津線
- 柴原橋 - 福島県道40号飯野三春石川線

田村市
- 川平橋 - 市道井堀光大寺線
- 光大寺橋 - 福島県道300号門沢三春線
- 嘉相滝橋
- 大滝根川橋 - 磐越自動車道
- 春山西橋 - 市道駒場大畑線
- 春山轟大橋 - 田村広域農道
- 中ノ橋 - 市道柏木平戸之内線
- 春山橋 - 市道春山芦沢線
- 船引橋 - 国道288号
- 下扇田橋 - 市道中島下扇田線
- 下川原橋 - 市道下川原線
- 阿久津橋 - 福島県道19号船引大越小野線
- 大石橋 - 市道大石橋線
- 大橋 - 福島県道172号船引停車場線
- 虚空蔵橋 - 市道虚空蔵橋線
- 上の橋 - 国道288号
- 大滝根川橋梁 - JR磐越東線
- 川代橋 - 市道川代鳥足線
- 板橋大橋 - 国道349号
- 中ノ内橋 - 市道板橋今泉線
- 遠表橋 - 国道288号
- 深渡橋 - 市道深渡前線
- 板橋 - 市道歩代田線
- 真城橋 - 国道288号
- 西向中橋 - 市道西向今泉1号線
- 西美田橋 - 市道池下線
- 樋ノ口橋 - 市道樋ノ口線
- 高橋 - 福島県道113号常葉芦沢線
- 長生内橋 - 市道荒町2号線
- 宮川橋 - 市道荒町大越線
- 陣馬橋
- 荻ノ目橋 - 市道陣馬線
- 神明前橋 - 福島県道302号柳渡戸常葉線
- 日役畑橋
- 高橋 - 福島県道302号柳渡戸常葉線
- 中宗橋 - 市道早稲川線
- 中妻橋 - 市道早稲川線
- 上遠野橋 - 福島県道112号富岡大越線
- 下河原橋 - 福島県道381号あぶくま洞都路線
- 闕ノ畑橋 - 市道大久保線
- 向田橋 -  - 市道向田橋
- 早稲川橋 - 福島県道381号あぶくま洞都路線
- 宮ノ前橋 - 福島県道381号あぶくま洞都路線
- 遠上橋 - 市道山口遠上線
- 畑田橋 - 市道畑田線

## 周辺
- 嘉相滝
- 荒井浄水場
- 斎藤温泉
- 田村市立船引小学校

## その他
- 田村市船引地区では、川の両岸約2kmに渡ってソメイヨシノが連なっている。春にはその姿が桜のトンネルのようになり、花見スポットとして知られている。
- 毎年8月下旬には、田村市船引地区で灯籠流しと花火大会が行われる。

## 外部サイト
- 阿武隈川水系大滝根川・三春ダム
- 阿武隈川水系福島圏域河川整備基本方針 - 福島県河川計画課